# Армяне в Бельгии
Армяне в Бельгии (арм. Հայերը Բելգիայում) община этнических армян, проживающих в Бельгии. Точное число армян в стране, неизвестно, но по неофициальным данным оно оценивается примерно в 11 тысяч человек.

## История
Первые упоминания об армянах в Бельгии датируется IV веком, когда армянские священники, купцы и интеллигенция начали прибывать в бельгийские порты, некий армянский епископ, посетил город Тонгерен, к востоку от Брюсселя. Бельгийские агиографы такие как Макер упомянули армянских проповедников в Генте в 1011 году.
Начиная с первой половины XIV века сильно возросло присутствие армянских купцов, в основном, связанное с торговлей ковров в Брюгге. В 1478 году армяне построили хоспис. В то же время в Брюгге, армянские купцы начали импорт хлопка, специй, парфюмерии и других товаров с Востока и экспорт европейских товаров на рынки Востока. Их присутствие продолжалось до XV века.
Хотя армянская община в Бельгии существовала на протяжении веков, значительный рост численности общины начался в конце Первой мировой войны и массового бегства армян из Турции после геноцида армян 1915 года.
Армяне занимались торговлей ковров, тканей, табака и ювелирных изделий.
В табачной отрасли, оригинальные армянские бренды, как Davros, Аракс, Маруфа и Enfi были единственными брендами сигарет, сделанными в Бельгии. За каждым из этих брендов стояли армянские семьи, в основном иммигранты из Турции, которые поселились в Бельгии на рубеже XX века. Семьи Missirian, Tchamkertian, Матосян и Enfiadjian удерживали монополию в табачной промышленности Бельгии. Поскольку всё больше беженцев приезжали в Бельгию из Турции после 1915 года, эти семьи стали крупными работодателями для армянских беженцев.
Армяне Бельгии преуспели также в торговле бриллиантами. Член семьи Барсамян был президентом престижного Алмазного клуба Бельгии в 1920 году в то время, семьи Tcherkezian, Ipekjian и Hampartsoumian были известнейшими бизнесменами в стране. Следуя по их стопам, семьи Артинян, Осканян и Арсланян вместе с более мелкими дилерами, экспертами и трейдерами, занимали существенную нишу в один квадратный километр в Алмазном квартале Антверпена. Их дело продолжают наследники.

## Религия
Армянская церковь Святой Марии-Магдалены является главным храмом прихожан Армянской апостольской церкви. Церковь была построена и освящена в мае 1990 года благодаря щедрости благотворителей семьи Хачика и Мадлен Khatchigov. Существует также небольшая, армянская католическая община, принадлежащая Армянской католической церкви и некоторое число армян-евангелистов.

## Община

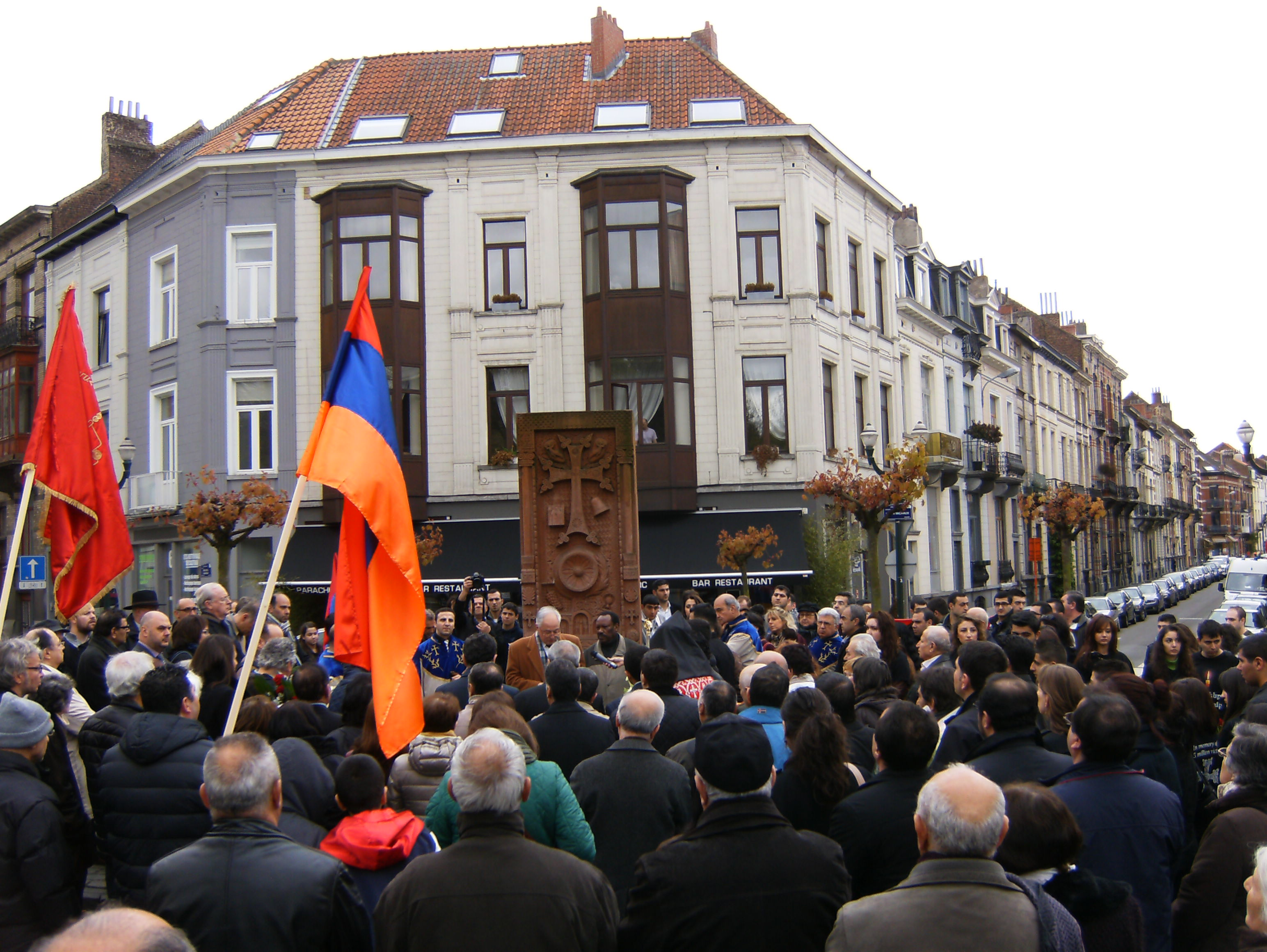
Поминовение жертв геноцида армян, напротив мемориала жертвам геноцида, Брюссель, 2012 год

В настоящее время «Комитет бельгийских армян», который начал свою активную деятельность в конце 1920-х годов, является официально признанной бельгийским правительством организацией, представляющей около 10 000 армян, проживающих в стране. Они включают в себя первое поколение беженцев из Турции, большие группы, которые прибыли из Ирана в 1970 году, из Ливана и Сирии, а недавно и из Армении, а также 1 500 репатриированных армян из двух курдских деревень в восточной части Турции.
Существует также армянский «Общественный центр», созданный в начале 1980-х годов для собраний общины и играющий важную роль в организации общественной жизни армян.
Армяно-бельгийские отношения являются дружественными с момента обретения независимости Армении в 1991 году, особенно это проявляется в торговых отношениях. В настоящее время Армения имеет посольство в Брюсселе, а также миссии в Европейском Союзе и НАТО. Бельгия также является одной из стран, признавших геноцид армян, который продолжает отрицать Турция.